# Мануил Кантакузин
Мануил Кантакузин (Асен или Асень) (греч. Μανουήλ Καντακουζηνός) (около 1326, Константинополь — 10 апреля 1380, Мистра) — первый деспот Мореи, правивший с 25 октября 1349 года по 10 апреля 1380 года, второй сын императора Иоанна VI Кантакузина и Ирины Асень, правнучки Болгарского царя Ивана III Асеня.

## Биография
Родился около 1326 года. Во время гражданской войны в Византии (1341—1347), выступая на стороне своего отца, был наместником Верии и эпархом Константинополя, затем, в 1348 году, получил от своего отца титул деспота Мореи, а в следующем году прибыл в эту область и начал править. Сам Иоанн Кантакузин объяснил это назначение анархией, царящей на полуострове:

«Так как Пелопоннес был совершенно опустошен не только турками с их значительным флотом и латинянами Ахайи, подвластными князю, но больше всего самими жителями, которые постоянно вели междоусобные войны, грабили владения и убивали друг друга, и так как неукрепленные деревни были уничтожены иноземными врагами, а города, казалось, должны были быть совершенно оставлены жителями, император вознамерился проявить некоторую заботу о пелопоннесских делах. Не в состоянии сделать большего, он послал своего сына, деспота Мануила, с триерами управлять пелопоннесцами и проявлять всевозможную заботу».
В то же время Макарий Мелиссен, дополнивший хронику Георгия Сфрандзи, сообщает, что Иоанн Кантакузин сделал своего второго сына правителем в Мистре, 

«желая, чтобы вся власть и управление находились у него и перешли по наследству к его сыновьям».
Стал первым из ряда долголетних правителей Мореи, которые носили титул деспота и были тесно связаны с императорами в Константинополе. Мануил подавил оппозицию местной знати (архонтов) и укрепил свою власть. Он предпринял попытку создать местную флотилию, с помощью которой планировал охранять пелопоннесское побережье от турецких пиратов, решив собрать необходимые средства среди морейских архонтов. Это привело его к столкновению с ними. Сбор денег был поручен представителю местной феодальной знати Лампудиосу, который, вместо выполнения задания, объехал весь полуостров, агитируя за восстание против деспота. Собравшись, сторонники Лампудиоса выступили против деспота, «имея во главе самого Лампудиоса и других знатнейших». Мануил же, имея 300 воинов, которых он привел с собой из Константинополя, и небольшой отряд албанских наемников, встретил Лампудиоса и его сторонников и без труда разогнал войска мятежников.
В 1352 году Иоанн V Палеолог предпринял попытку сместить Мануила Кантакузина с должности деспота Мореи и назначил правителями Мореи сыновей Исаака Асана — Михаила и Андрея, которых поддержала вся местная знать, недовольная правлением Мануила. В Морее вспыхнула гражданская война. Все крепости отпали от Мануила, за исключением Мистры. Упорное сопротивление Мануила привело к тому, что Асаны вынуждены были отказаться от намерения подчинить его, а Иоанн V в дальнейшем признал его суверенитет. Среди его вооружённых столкновений выделяется проигранная византийцами ахейской армии сражение у Гардики
Мануил наладил мирные отношения с католическими соседями и обеспечил длительный период процветания в своих владениях. Греко-латинское сотрудничество стало основой заключения военного союза для защиты Мореи от набегов турецкого султана Мурада I в шестидесятых годах XIV века. Мануил Кантакузин поощрял переселение албанцев на малолюдные земли Мореи для расширения экономических и воинских ресурсов своего государства.
В 1361 году к нему из Константинополя для постоянного проживания прибыл со своим старшим сыном Матфеем и всеми домочадцами его отец Иоанн Кантакузин.
В 1347 году в Константинополе Мануил Кантакузин женился на Изабель (или Зампия, или Мария) Лузиньянской (де Лузиньян) (около 1333—1382—1387, Кипр), дочери Ги де Лузиньяна (князя Галилеи, затем короля киликийской Армении Константина II или IV), но не оставил наследника мужского пола. Поэтому после смерти Мануила 10 апреля 1380 года титул Морейского деспота перешел к его старшему брату, бывшему византийскому императору Матфею Кантакузину. Похоронен в Мистре, Пелопоннес.